# Carpi F.C. 1909
Carpi F.C. 1909 er en italiensk fodboldklub, som ligger i byen Carpi. Klubben blev grundlagt i 1909. Carpi F.C. spiller i hvid og rød, og derfra har de fået deres kælenavn, "Biancorossi". De kom i Serie A, den bedste italienske fodboldrække, i 2015, men rykkede ned igen året efter til Serie B. I 2019 rykkede de ned i Serie C, efter 5 år i de to bedste italienske rækker.
Klubben har aldrig vundet større trofæer, hvor deres største titel er at have vundet Serie B en gang og Serie C en gang.